# مبارك بن علي الخاطر
مبارك بن علي بن عيسى الخاطر شغل منصب وزير خارجية دولة قطر في مطلع التسعينات حيث قاد الدبلوماسية القطرية في مرحلة مهمة وهي فترة غزو العراق للكويت كما سبق له ان تولى حقيبة وزارة الكهرباء والماء كما شغل منصب نائب رئيس لجنة الدستور القطري في سنة 1999 ميلاديه.

## المناصب التي شغلها
- وزير الكهرباء والماء (اواخر الثمانينات).
- وزير خارجية قطر (مطلع التسيعنات).
- نائب رئيس لجنة الدستور القطري (1999 م).
- رئيس الهيئة الاستشارية لمجلس التعاون.